# IC 298A
IC 298A је спирална галаксија у сазвјежђу Кит која се налази на листи објеката дубоког неба у Индекс каталогу.
Деклинација објекта је + 1° 18' 48" а ректасцензија 3h 11m 19,5s. Привидна величина (магнитуда) објекта IC 298 износи 14,9 а фотографска магнитуда 15,5. IC 298A је још познат и под ознакама MCG 0-9-16, UGCA 57, ARP 147, VV 787, 1ZW 11, IRAS 03087+0107, PGC 11893.